# QlikView

Qlikview انعطاف‌پذیرترین برنامه هوش تجاری برای تبدیل داده به دانش است. بیش از ۲۴۰۰۰ سازمان در تمام دنیا به کاربران خود اجازه داده‌اند که با استفاده از این نرم‌افزار به تحقیق و آنالیز داده به صورت تصویری بپردازند.
Qlikview به کاربران با دانستن اینکه داده چگونه جمع‌آوری شده و چه داده‌هایی نامربوط هستند این امکان را می‌دهد بینش تجاری ناگاه کسب کنند. این نرم‌افزار بن‌بست‌های دنیای قدیمی هوش تجاری را از بین می‌برد به‌طوری‌که کاربران تجاری و توسعه دهندگان ماه‌ها صرف مستندسازی و کد کردن نیازهایشان در داشبوردها، آنالیزها و گزارش‌ها با استفاده از محصولات مختلف برای هر خروجی دلخواه می‌کنند.Qlikview ساختار محاسبات تحلیلی اساسی back-end را با رابط کاربری front-end ادغام می‌کند. به وسیلهٔ این محصول کامل BI، توسعه دهندگان به جای استفاده از چندیدن ابزار جداگانه برای داشبوردها، آنالیزها و گزارش‌ها، یک ابزار دارند. یک نرم‌افزار Qlikview اغلب می‌تواند با کاهش نیاز به پشتیبانی IT و تاخیرات زمانی جایگزین صدها گزارش شود.

## معرفی شرکت سازنده
QlikView یکی از نرم‌افزارهای شرکت QlikTech می‌باشد. شرکت Qlik یک شرکت نرم‌افزاری است که در پنسیلوانیا آمریکا واقع می‌باشد؛ که این شرکت ارائه دهندهٔ محصولات Qlikview و Qlik sense که نرم‌افزارهای هوش تجاری و تصویرسازی هستند می‌باشد.

## تاریخچه
Qlik که قبلاً با عنوان QlikTech شناخته می‌شد در سال ۱۹۹۳ در سوئد به عنوان یک شرکت نرم‌افزاری هوش تجاری تأسیس شد. نام نرم‌افزار رومیزی آن QuikView بود. Quik مخفف ابتدای کلمات Quality, Understanding, Interaction, Knowledge است که معنای آن‌ها به ترتیب دانش، کیفیت، درک و تعامل است. در ابتدا این نرم‌افزار تنها در سوئد فروخته می‌شد.Qlik راهکارهایی شهودی برای مصورسازی داده، اپلیکیشن‌های تحلیلی هدایت شونده، ابزارهای تحلیلی جاسازی شده (embedded) و گزارش دهی به ۳۵۰۰۰ مشتری در سراسر جهان تحویل می‌دهد. شرکت‌هایی در هر صنعت و محل جغرافیایی از راهکارهای Qlik برای مصورسازی و اکتشاف اطلاعات و اتخاذ تصمیمات بهتر استفاده می‌کنند.
با قابلیت‌های جدید و قدرتمند، این نرم‌افزار توجه شرکت‌های بزرگ را به خود جلب کرد. امروزه بعضی از بزرگترین و معروف‌ترین شرکت‌های دنیا مانند Best Buy, Campbell’ Soup , Canon , ING، پاناسونیک، کوالکام و شِل از مشتریان Qlik هستند. ,

## نمایش داده به صورت تصویری
دادهٔ بیشتر لزوماً منجر به داشتن اطلاعات یشتر نمی‌شود مگر اینکه ابزار کارآمدی برای ترجمه و تفسیر داده‌های زیاد به بینش قابل پیاده‌سازی در زمان مناسب و هزینهٔ کم داشته باشیم.
داشبورد مدیریتی این امکان را به تیم مدیریتی می‌دهد که در هر لحظه با استفاده از نمودارها و دیگر ابزار به صورت تصویری وضعیت خود را بررسی کرده و وضعیت خود را نسبت به هدف نهایی تان بررسی کنید. برای این منظور تنها کافی است که شاخص‌های عملکردی KPI سازمان خود را شناسایی کرده و با جمع‌آوری داده‌های صحیح، در لحظه و به دور از محدوده‌های جغرافیایی از وضعیت سازمان خود مطلع گردید. داشبورد مدیریتی یک واسط کامپیوتری غنی با نمودارها، گزارشها، شاخصهای دیداری و مکانیزم اخطار است که در یک نرم‌افزار پویا، اطلاعات مربوطه یکپارچه شده‌اند و برای تمامی‌کارکنان سازمان و مدیران ارشد آن روشی ساده برای دسترسی به داده‌های به روز سازمان است تا اطمینان از کسب اهداف و مطلع شدن از مشکلات بالقوه و واقعی را فراهم کند.

## نسخه‌های مختلف Qlikview
Qlikview بری طراحی و پیاده‌سازی برنامه‌ها نسخهٔ Qlikview Developer را دارد که کاملترین ابزار برای این کار می‌باشد و به طراحان امکان بازیابی اطلاعات از منابع اطلاعاتی پراکنده و مختلف را می‌دهد.
برای مدیریت سرویس دهی به کاربران نسخهٔ Qlikview Server وجود دارد که امکان اتصال و بهره‌برداری به برنامه‌های کاربردی موجود را به صورت هم‌زمان فراهم می‌کند.
نسخهٔ Qlikview Viewer برای کاربران معمولی می‌باشد که امکان دسترسی و استفاده از برنامه‌های موجود در Qlikview Server را می‌دهد.

## مزایا
کلیک ویو نرم‌افزاری است که می‌توان با استفاده از آن حدس زدن را متوقف کرد و آن را با تصمیمات تجاری سریعتر و هوشمندانه تر تعویض نمود. این نرم‌افزار می‌تواند به انواع دیتا بیس‌ها مانند SQL متصل شود و استفاده از آن رایگان است. کیلک ویو بستر هوش تجاری برای تبدیل دادها به دانش می‌باشد. این نرم‌افزار هر کسب و کار و کاربرهای فنی را قادر می‌سازد تا داده‌های خود را بدون هیچ محدودیتی جدا کنند، و به آن‌ها کمک می‌کند زمانی که نیاز به تصمیم‌گیری در مورد مسائل سازمانی است، تصمیمات مؤثر و بهتری مبتنی بر اطلاعات صحیح بگیرند.
کلیک ویو مجموعه نرم‌افزار کاملی در زمینه هوش تجاری است. سریع نصب می‌شود، یادگیری آن بسیار ساده است، به آسانی و به دور از پیچیدگیهای فنی، قابل استفاده است. همچنین سازمان‌ها در کمتر از چند روز و در اکثر مواقع یک هفته می‌توانند گزارش‌ها و تحلیل‌های خود را طراحی و استفاده کنند. کلیک ویو با معماری یکپارچه خود انواع تحلیل‌ها، نمودارها، نیازهای اطلاعاتی و انواع نیازهای گزارش‌گیری را برای تمام سازمان‌ها فرآهم می‌آورد.
کلیک ویو با فناوری منحصر بفرد و ثبت شده خود، دسترسی کاربر به اطلاعات مخفی در سیستم‌های عملیاتی را به هیچ عنوان محدود نمی‌کند.
کلیک ویو قابل تنظیم برای نیازهای هر سازمانی بدون در نظرگیری ابعاد و ساختار آن سازمان است.
عمیق‌ترین تحلیل‌ها و گزارشات از مأموریت‌های کلیک ویو می‌باشد، کلیک ویو هر روز تمام اطلاعات را از منابع شما بروز می‌کند و مانند یک مشاور به شما امکان پرسشگری می‌دهد.
تمام نیازهای شما برای انجام کار در کلیک ویو موجود است. شما می‌توانید با استفاده از امکانات کلیک ویو Qlikvew برای موارد جدید و پیش‌بینی نشده هم راهکار داشته باشید.
هر پلت فرم هوش تجاری دارای ویژگی‌های خاص و با قابلیت‌های مشخصی است که این ویژگی‌های در طول زمان تکمیل و اصلاح می‌شوند به‌طوری‌که همواره می‌توان گفت نرم‌افزار کامل و بدون نقص هنوز نوشته نشده است. کلیک ویو (QlikView) قابل تنظیم‌ترین پلت فرم BI می‌باشد و توسعه توابع جدید با قابلیت استفاده مجدد، امکان ساخت انواع نمودار جدید، کتابخانه مرجع خارجی چارت و منابع وب و … تقریباً به صورت بی حد و حصر، در آن وجود دارد.
با کلیک ویو، شما می‌توانید مدیریت بیشتری بر روی سازمان خود داشته، و سرعت و سهولت انجام کار را افزایش دهید. کلیک ویو امکان دسترسی به اطلاعات مربوطه را در سطح افراد، گروه‌ها و بخش‌ها ممکن می‌سازد؛ بنابراین، این امکان را فراهم می‌سازد که در فضایی مناسب فرایند اشتراک‌گذاری اطلاعات در فضای امن جهت بررسی و تصمیم‌گیری، صورت گیرد.
هیچ‌کس نمی‌تواند پیش‌بینی کند که کاربر در زمان کاوش درون داده‌ها، به چه سؤالی ممکن است برخورد کند، حتی کاربر هم به درستی نمی‌تواند به این سؤال پاسخ دهد؛ لذا کلیک ویو با بهره‌گیری از مدل استقرار داده‌ها در حافظه و ساختار انجمنی، کاربران را برای پاسخ به سوالات احتمالی و به صورت بصری جهت درک عمیق‌تر، یاری می‌کند.

## ویژگی ها
نرم افزار کلیک ویو QlikView امکان دسترسی، ترکیب و طبقه بندی تقریباً تمام فرمت‌های اطلاعاتی شامل داده‌های رابطه‌ای استاندارد (Standard Relational Data)، فایل‌های متنی داده‌ای متعارف (Text Files)، فایل‌های Excel، اطلاعات در قالب XML و HTML فراهم آورده و ارتباط میان منابع اطلاعاتی مختلف را به صورت اتوماتیک برقرار می‌کند، امکانی که در هیچ برنامه دیگری وجود ندارد.
کلیک ویو QlikView خود را با ساختار اطلاعاتی سازمان شما منطبق می‌کند و شما هیچ گونه نیازی به تغییر در منابع اطلاعاتی خود نخواهید داشت. اطلاعات شما چه در انبارهای داده (Data warehouses) چه در سیستم‌های عملیاتی و چه به صورت فایل‌های Excel یا Text یا در بانک‌های اطلاعاتی Access یا هر پایگاه اطلاعاتی رابطه‌ای (Relational Database) دیگری قرار گرفته باشد در برنامه کلیک ویو QlikView قابل دسترسی است. همچنین با رابط‌های متعلق به پرکاربردترین برنامه‌ها نظیر SAP، کلیک ویو دسترسی و تحلیل به اینگونه داده ها را نیز سهولت بخشیده است.